# Station Aubusson
Station Aubusson is een spoorweghalte in de Franse gemeente Aubusson.